# Auxilium Pallacanestro Torino
L'Auxilium Pallacanestro Torino è stata una società di pallacanestro maschile italiana con sede a Torino. Il club rifondato nel 2015 era la continuazione sportiva e societaria dello storico sodalizio nato nel 1974.
Nel suo palmarès spicca la vittoria della Coppa Italia 2018.

## Storia

### Le origini
L'Auxilium Pallacanestro Torino nasce nel 1974 dalla fusione tra l'Auxilium Agnelli Torino, società fondata da Don Gino Borgogno nel 1966 che militava in Serie A2, con la Libertas Pallacanestro Asti, club fondato nel 1954 che a sua volta nell'estate del '74 rinuncia all'iscrizione in Serie A1 per ripartire dall'A2.

### Anni 1970
Nel 1974-75 la neonata Auxilium viene subito promossa in Serie A1, sotto la guida di Lajos Tóth. L'anno successivo con Augusto Giomo in panchina, la squadra retrocede solo dopo un anno dalla promozione, mentre in Europa raggiunge la finale di Coppa Korać, perdendo contro la Jugoplastika Spalato. Rimane memorabile la partita giocata al ritorno in un Pala Ruffini stracolmo oltre ogni limite di posto, in cui 10.000 tifosi sospinsero la squadra, ma che per il risultato di parità nei 40 minuti questa rimarrà insufficiente a vincere la coppa per differenza canestri. Nel triennio che va dal 1974 al 1977 l'Auxilium Agnelli gestisce le attività della squadra giovanile, dove coglie lo scudetto nella categoria Propaganda Under 13 nella stagione 1976-77 sotto la guida di Gianni Asti che, nel corso dello stesso campionato subentrerà ad Augusto Giomo alla guida della prima squadra in Serie A2. Dopo due anni di purgatorio, Torino riapproda nella massima serie nel 1978-79 sotto la guida di Sandro Gamba, e vi rimane ininterrottamente fino al 1988-89.
In questi anni giocano a Torino cestisti del calibro di Pino Brumatti, Alberto Marietta, e John Grochowalski.

### Anni 1980

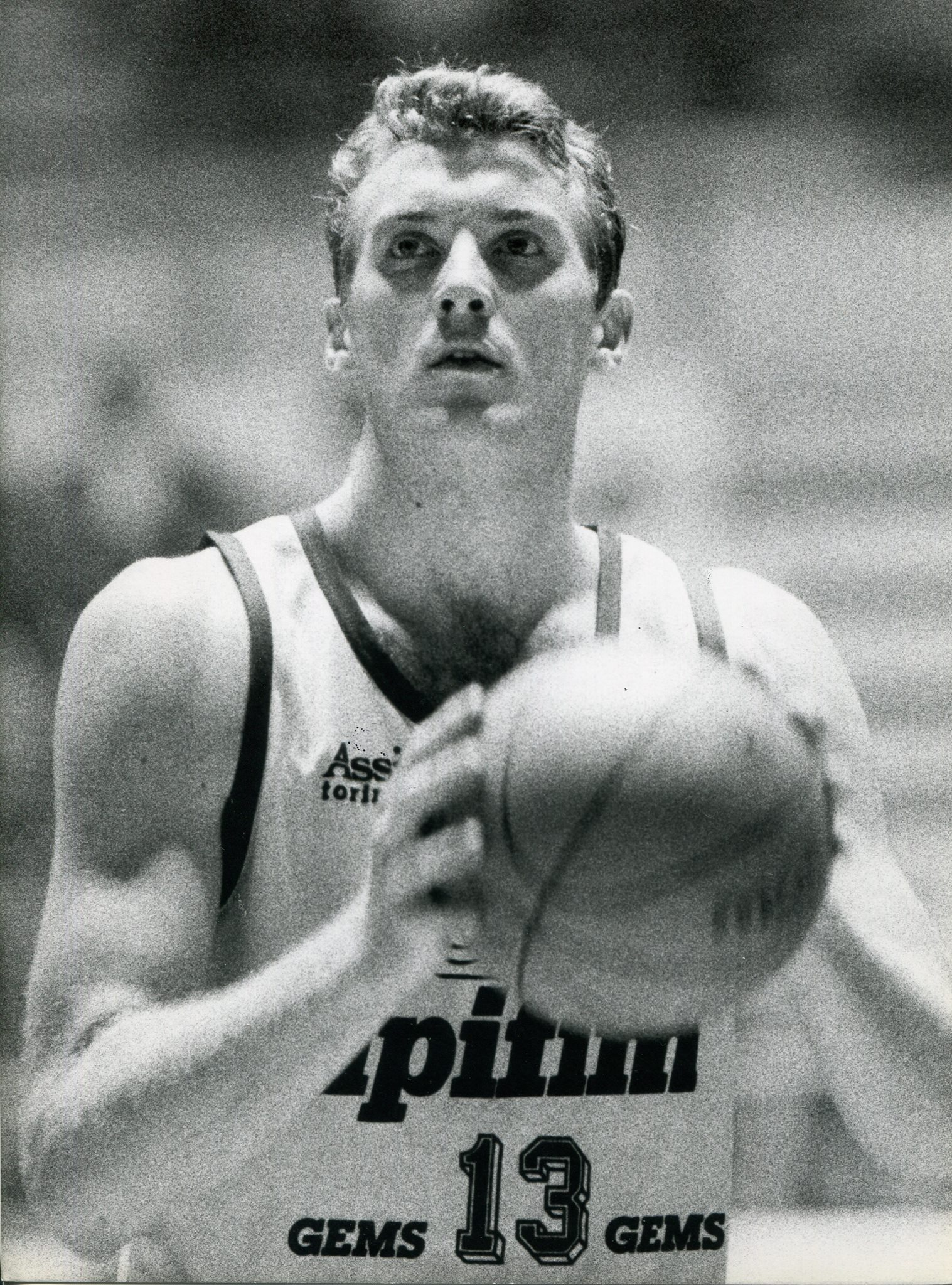
Riccardo Morandotti

Il periodo di maggiori soddisfazioni per la compagine torinese sono gli anni della sponsorizzazione Berloni. Tra il 1981 e il 1987 la squadra raggiunge quattro volte le semifinali scudetto, due volte i quarti di finale in Coppa Korać e una volta le semifinali in Coppa Italia. La squadra è guidata prima da Gianni Asti e dal 1983 da Dido Guerrieri.
Dalla stagione 1983-84 compaiono le prime canotte gialle al posto di quelle biancoblù. Scott May, Riccardo Morandotti, Renzo Vecchiato, Romeo Sacchetti, Carlo Caglieris, Giampiero Savio, e Carlo Della Valle sono tra i protagonisti di queste stagioni. Solo le assenze nei play-off e un roster non sufficientemente profondo hanno impedito l'appordo alla finale scudetto.

### Il declino
Dopo la sponsorizzazione Berloni, arriva una retrocessione in serie A2 nel 1988-1989, culminata l'anno successivo con l'immediato ritorno in A1. Partendo dalla seconda categoria, l'Auxilium, trascinata dal talento di Darryl Dawkins arriva a disputare i quarti di finale dei play off scudetto. In queste stagioni sbocciano giovani che avranno un grande futuro nel basket italiano come Stefano Vidili e Davide Pessina.
L'ultima stagione in A1 risale al 1992-93. Nel 1994-95 pur disputando un ottimo campionato in serie A2 la società si autoretrocede in B d'eccellenza. In questa stagione si mette in luce Alessandro Abbio, altra giovane scoperta dell'indimenticato coach Guerrieri.

Carlo Della Valle

Negli anni successivi l'Auxilium giocherà nelle serie minori rischiando di fallire. Nonostante le difficoltà del momento e grazie a Giorgio Squarcina, Mario Chiadò e Giuseppe Dotti, il nome Auxilium riuscì a sopravvivere. Nella stagione 1996-1997, un giovane Romeo Sacchetti incominciò la carriera come capo allenatore e pur avendo richieste da importanti club accettò di guidare l'Auxilium per un biennio.
Nel campionato 1998-1999 la squadra venne affidata a Guido Tassone, il quale non riuscì a evitare la discesa in B2. L'anno successivo arrivò in panchina Giuseppe Carbone, ma anche in questo caso ci fu una nuova dolorosa retrocessione in C1. Nell'estate del 2000 la società si salvò dal fallimento grazie alla fusione con la Pallacanestro Cerea Collegno di Giovanni Garrone.

### La fine
Nella stagione 2007-2008 dopo anni passati tra B2 e C1, sotto la direzione di coach Marco Spanu la società disputa il suo ultimo campionato nazionale. L'Auxilium passò sotto la gestione della Reale Ginnastica. Il 19 giugno 2008 la neonata società Torino Basket Club, nata dall'unione di Reale Ginnastica e Don Bosco Torino Crocetta, dichiara di rilevare il diritto sportivo dell'Auxilium decretandone così l'uscita effettiva dai campionati. Una raccolta firme, e una sensibilizzazione cittadina contro la scomparsa della storica società torinese resterà inascoltata. Come Auxilium Torino ci si limiterà a svolgere ancora per qualche anno attività a livello giovanile solo nella categoria Under 13.
Il marchio-logo Auxilium venne donato a Gianni Asti da Giovanni Persico, presidente dell'alter'82 Piossasco, che lo rilevò per una questione affettiva e diede mandato di custodirlo a coach Gianni Asti, (responsabile tecnico della società di Piossasco, per quasi dieci anni) come garante.

### L'eredità dell'Auxilium
Dopo la sparizione dai campionati nazionali, il ruolo di squadra traino nel panorama cestistico torinese passa nel 2009 alla PMS Basketball, nata dalla fusione delle squadre di Moncalieri e San Mauro Torinese, e diventata nel 2011 PMS Torino. Tra il 2009 ed il 2015 vengono conquistati una Coppa Italia LNP, due titoli di Campioni d'Italia dilettanti e tre promozioni che riportano la serie A a Torino dopo la vittoria nei play off contro Agrigento.

### La rinascita, la Coppa Italia e il fallimento
Firenze, 18 febbraio 2018
Torino-Brescia 69-67
Fiat Auxilium Torino: Blue 11, Garrett 16, Vujačić 7, Poeta 7, Boungou Colo 11, Washington 10, Jones, Mazzola 6, Touré ne, Mittica ne, Akoua ne, Mbakwe 1. All.: Galbiati.
Germani Leonessa Brescia: Moore 2, Hunt 6, Mastellari ne, L.Vitali 5, Landry 11, Ortner 4, Veronesi ne, Fall ne, Traini 14, M.Vitali, Moss 2, Sacchetti 12. All.: Diana
L'11 giugno 2015 all'indomani della conquista della Serie A da parte della PMS Torino, viene annunciato alla stampa l'accordo con Gianni Asti per la concessione del marchio Auxilium. Nella stagione 2015-16 a ventidue anni di distanza dall'ultimo campionato giocato in massima serie, dopo un torneo reso difficile dall'esonero di Luca Bechi a dicembre, sostituito da Francesco Vitucci, e da una serie di infortuni, oltre a innumerevoli inserimenti di nuovi giocatori, la squadra conquista all'ultima giornata una sofferta permanenza in Serie A. Nel campionato 2016-17 con la riconferma di Vitucci, e con l'arrivo di FIAT come title sponsor arriva una tranquilla salvezza.
Nella stagione 2017-18 arriva sulla panchina torinese Luca Banchi, che dopo un brillante avvio di stagione per incomprensioni con la società a gennaio decise di rassegnare le dimissioni. Al suo posto arriva Carlo Recalcati, che a sua volta dopo una serie di 5 sconfitte su 6 partite si dimette lasciando la panchina a Paolo Galbiati assistente di Banchi a inizio stagione. Il 18 febbraio a sorpresa la squadra conquista il primo trofeo della sua storia, la Coppa Italia di pallacanestro maschile 2018 battendo in finale al Mandela Forum di Firenze la Leonessa Brescia per 69-67. L'annata si conclude con la mancata qualificazione ai play-off.
La stagione 2018-19 si apre con l'ennesima rivoluzione tecnica con l'arrivo in panchina di coach Larry Brown, vera e propria leggenda del basket americano. Il roster viene di nuovo rivoluzionato, della precedente annata rimangono solamente capitano Giuseppe Poeta, e il giovane David Okeke. Altra novità è il cambio di palazzetto, dopo anni passati al PalaRuffini, da quest'anno la squadra gioca nel moderno e più funzionale Palavela. Dopo il promettente inizio di stagione, con la finale raggiunta in Supercoppa italiana, persa contro l'Olimpia Milano, i pessimi risultati in campionato, (squadra penultima con 4 vittorie e 9 sconfitte) portano a fine dicembre alla risoluzione del rapporto con Larry Brown e l'affidamento della squadra ancora a Paolo Galbiati. Nonostante la salvezza raggiunta sul campo, il club è penalizzato di otto punti, (più 2 da scontare in quella successiva), retrocedendo, di fatto, in serie A2 per gravi inadempienze economiche, causate da mancati pagamenti Inps e Irpef.
Il 27 maggio 2019, presso il Tribunale di Torino, è presentata istanza di fallimento con nomina di un curatore fallimentare. Il 17 giugno il tribunale fallimentare di Torino ha dichiarato fallita la società.

### Dopo l'Auxilium
Il 31 maggio 2019, presso la sede di Reale Mutua main sponsor è stato presentato il progetto di rinascita del basket a Torino. Il progetto prevede il trasferimento a Torino del titolo di Serie A2 appartenente alla Dinamo Academy Cagliari, società satellite della Dinamo Sassari, per l'avvio di un programma triennale il cui obiettivo è quello di riportare il basket torinese ai massimi livelli. Tramite un sondaggio social a cui hanno partecipato più di duemila appassionati, è stato scelto il nome di Reale Mutua Basket Torino. Il marchio Auxilium, rimasto agli eredi di Gianni Asti, risulta attualmente inutilizzato.

## Partecipazioni

### Partecipazione ai campionati
| Livello | Categoria            | Partecipazioni | Debutto   | Ultima stagione | Totale |
| 1°      | Serie A1             | 15             | 1975-1976 | 1992-1993       | 19     |
| 1°      | Serie A              | 4              | 2015-2016 | 2018-2019       | 19     |
| 2°      | Serie A2             | 6              | 1974-1975 | 1994-1995       | 6      |
| 3°      | Serie B d'Eccellenza | 4              | 1995-1996 | 1998-1999       | 4      |
| 4°      | Serie B2             | 4              | 1999-2000 | 2004-2005       | 4      |
| 5°      | Serie C1             | 5              | 2000-2001 | 2007-2008       | 5      |

### Partecipazioni alle coppe nazionali
| Categoria           | Partecipazioni | Debutto   | Ultima stagione |
| ------------------- | -------------- | --------- | --------------- |
| Coppa Italia        | 13             | 1983-84   | 2017-18         |
| Supercoppa Italiana | 1              | 2018-2019 | 2018-2019       |
| Coppa Italia LNP    | 1              | 2000-2001 | 2000-2001       |

### Partecipazioni alle coppe internazionali
| Categoria   | Partecipazioni | Debutto | Ultima stagione |
| ----------- | -------------- | ------- | --------------- |
| EuroCup     | 2              | 2017-18 | 2018-19         |
| Coppa Korać | 3              | 1975-76 | 1986-87         |

## Statistiche
- Stagioni in Serie A: 17
- Partite disputate: 554
- Partite vinte: 298
- Partite perse: 256
- Percentuale di vittorie: 53,79%

Coppe italiane

- Partite disputate: 38
- Partite vinte: 20
- Partite pareggiate: 1
- Partite perse: 17
- Percentuale di vittorie: 52,63%

Coppa Korac

- Partite disputate: 30
- Partite vinte: 18
- Partite pareggiate: 1
- Partite perse: 11
- Percentuale di vittorie: 60,00%

Eurocup 2017/18

- Partite disputate: 16
- Partite vinte: 7
- Partite pareggiate: 0
- Partite perse: 9
- Percentuale di vittorie: 43,75%

- Striscia vincente più lunga: 7 partite (1980-81 e 1981-82)
- Massimo punteggio realizzato: 121 (Auxilium Torino-Scavolini Pesaro dell'11/04/1991)
- Minimo punteggio subito: 54 (Saclà Torino - Sapori Siena del 06/04/1975)
- Massimo scarto attivo: +39 (Berloni Torino - Bic Trieste del 29/09/1982)

Negativi

- Striscia perdente più lunga: 9 partite (2017/18)
- Minimo punteggio realizzato: 50 (Vanoli Cremona - Manital Torino del 14/02/2016)
- Massimo punteggio subito: 123 (Scavolini Pesaro - Auxilium Torino del 03/10/1990 e Auxilium Torino - Clear Cantù del 07/10/1990)
- Massimo scarto passivo: -53 (Mobilgirgi Varese - Chinamartini Torino del 23/12/1975)

## Loghi

Logo utilizzato dal 1974 al 2008
Logo utilizzato nella stagione 2015-16
Logo utilizzato dal 2016 al 2019

## Maglie
| Saclà 1974-75 | Chinamartini 1975-77 | Chinamartini 1977-79 | Grimaldi 1979-81 | Berloni 1981-83 | Berloni 1983-87 |

| San Benedetto 1987-88 | Ipifim 1988-90 | Auxilium 1990-91 | Robe di Kappa 1991-93 | Francorosso 1993-95 | Robe di Kappa 1995-98 |

| Caffarel 1998-99 | Auxilium 1999-00 | Palmar 2000-02 | Iscot 2002-08 | Manital 2015-2016 | FIAT 2016-2019 |

## Impianto di gioco

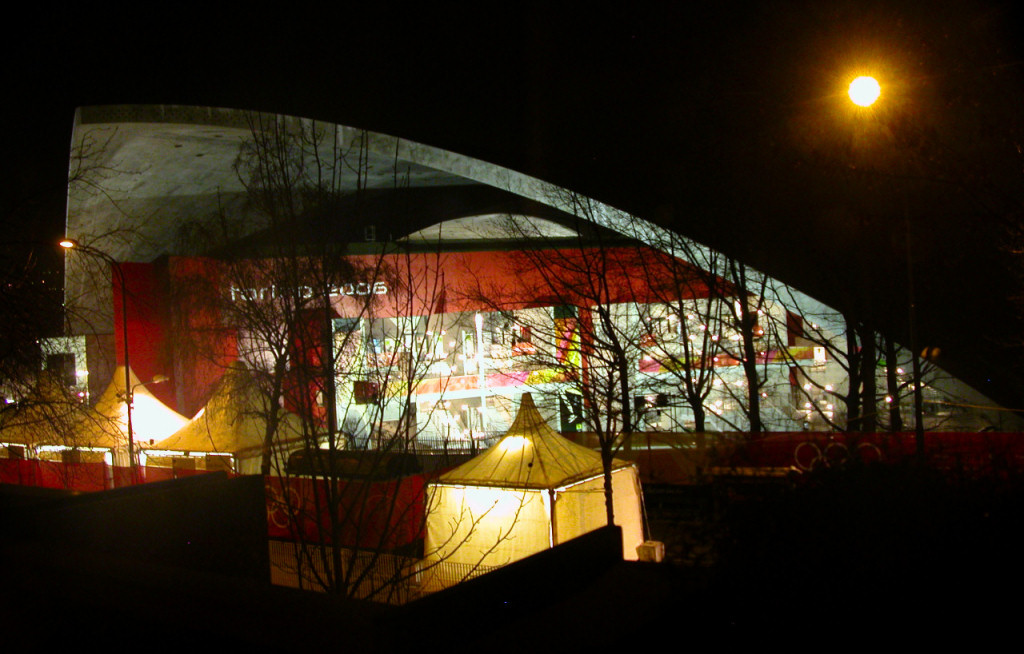
PalaVela.

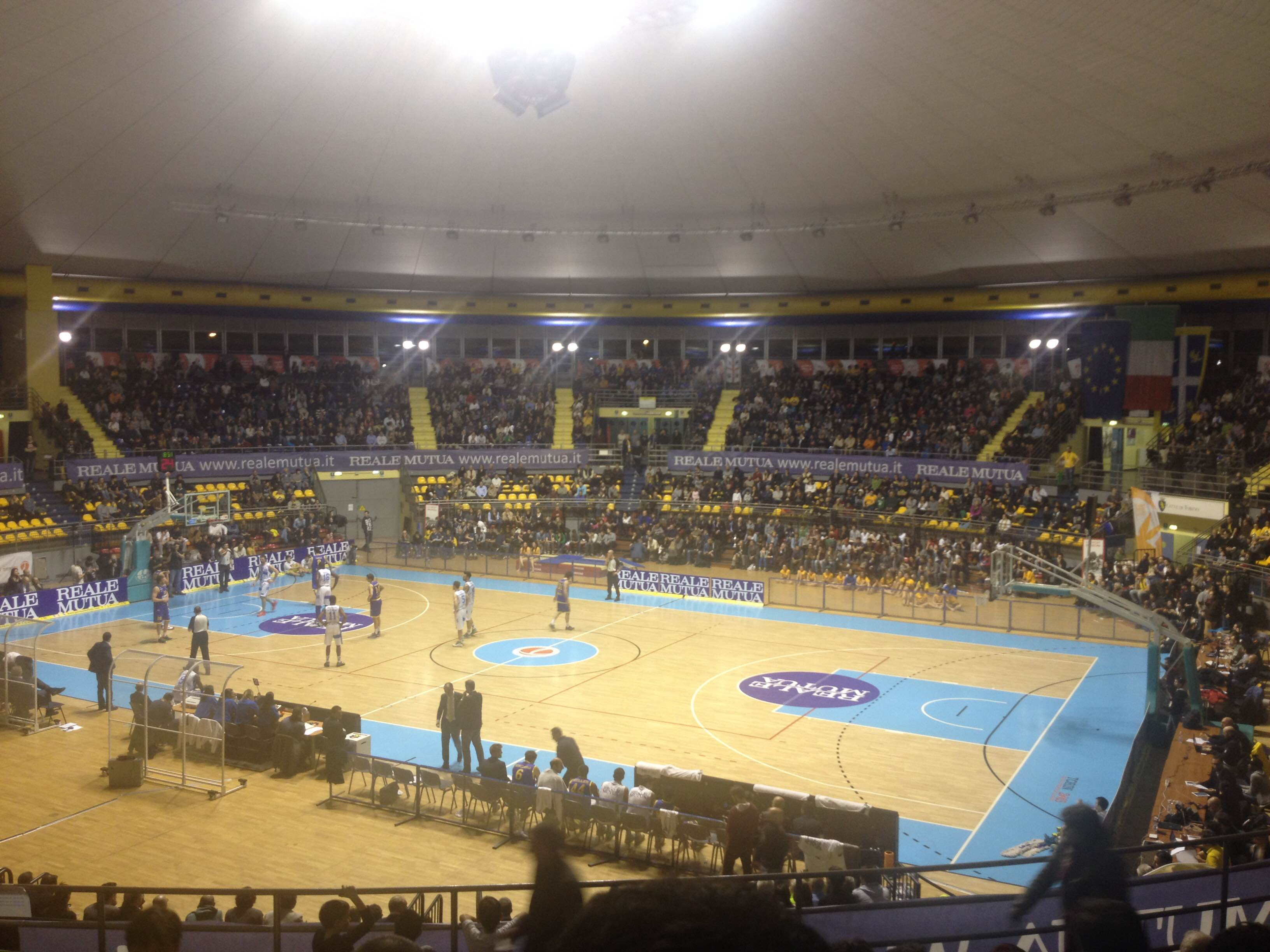
PalaRuffini.

L'Auxilium Torino nella sua storia ha giocato in tre palasport.
Al Pala Ruffini dal 1974 al 2000, e dal 2015 al 2018. Dopo la fusione con la Pallacanestro Cerea Collegno, il club ha disputato le proprie partite casalinghe al PalaTaroni (oggi PalaCollegno) a Collegno, comune dell'hinterland torinese, dal 2000 al 2008.
Nella stagione 2018-2019, per le gare interne, la società ha avuto la disponibilità del Palavela.

## Presidenti
- 1974-1984: Carlo Ercole
- 1984-1985: Giuseppe Matrino
- 1985-1988: Luigi Martini
- 1988-1990: Marco Sobrito
- 1990-1993: Giuseppe Ercole
- 1993-1995: Giuseppe De Stefano
- 1995: Carlo Ercole
- 1995-1999: Mario Chiadò
- 2000-2008: Giovanni Garrone
- 2015-2019: Antonio Forni

## Sponsor

La sponsorizzazione d'esordio fra l'Auxilium e la Berloni nella stagione 1981-1982, per quello che sarà uno dei legami commerciali più longevi nella storia del club.

- 1974-1975: Saclà
- 1975-1979: Chinamartini
- 1979-1981: Grimaldi
- 1981-1987: Berloni
- 1987-1988: San Benedetto
- 1988-1990: Ipifim
- 1990-1991: nessuno sponsor
- 1991-1993: Robe di Kappa
- 1993-1995: Francorosso
- 1995-1998: Kappa
- 1998-1999: Caffarel
- 1999-2000: nessuno sponsor
- 2000-2002: Palmar
- 2002-2008: Iscot
- 2015-2016: Manital
- 2016-2019: FIAT

- 1974-1979:
- 1979-1981: Sergio Tacchini
- 1981-1983: Cerruti 1881
- 1983-1984: AnziBesson
- 1984-1988: Converse
- 1988-1991: Diadora
- 1991-1993: Kappa
- 1993-1995: Asics
- 1996-1998: Kappa
- 1998-2008: Champion
- 2015-2018: Spalding
- 2018-2019: Kappa

## Allenatori
- 1974-1975:  Lajos Tóth
- 1975-1976:  Augusto Giomo
- 1976-1977:  Augusto Giomo sostituito da  Gianni Asti
- 1977-1980:  Sandro Gamba
- 1980-1983:  Gianni Asti
- 1983-1986:  Giuseppe Guerrieri
- 1986-1987:  Mario De Sisti sostituito da  Federico Danna
- 1987-1989:  Gianni Asti
- 1989-1990:  Giuseppe Guerrieri
- 1990-1991:  Giuseppe Guerrieri sostituito da  Federico Danna
- 1991-1993:  Federico Danna
- 1993-1994:  Federico Danna sostituito da  Giuseppe Guerrieri
- 1994-1996:  Giuseppe Guerrieri
- 1996-1998:  Romeo Sacchetti
- 1998-1999:  Guido Tassone
- 1999-2000:  Giuseppe Carbone
- 2000-2001:  John Fultz
- 2001-2004:  Guido Tassone
- 2004-2005:  Marco Morganti
- 2005-2006:  Massimo Cibrario sostituito da  Giovanni Gianzana
- 2006-2008:  Marco Spanu
- 2015-2016:  Luca Bechi sostituito da  Francesco Vitucci
- 2016-2017:  Francesco Vitucci
- 2017-2018:  Luca Banchi sostituito da  Carlo Recalcati sostituito da  Paolo Galbiati
- 2018-2019:  Larry Brown sostituito da  Paolo Galbiati

### Statistiche Totali
- 233  Giuseppe Guerrieri
- 202  Gianni Asti
- 114  Guido Tassone
- 104  Federico Danna
- 92  Sandro Gamba
- 68  Marco Spanu
- 54  Augusto Giomo
- 49  Francesco Vitucci
- 46  Romeo Sacchetti
- 41  Paolo Galbiati
- 34  Giuseppe Carbone
- 32  Lajos Tóth
- 30  Marco Morganti
- 27  Luca Banchi
- 26  John Fultz
- 21  Massimo Cibrario
- 18  Larry Brown
- 18  Mario De Sisti
- 11  Giovanni Gianzana
- 11  Luca Bechi
- 6  Carlo Recalcati

- 144  Giuseppe Guerrieri
- 108  Gianni Asti
- 51  Sandro Gamba
- 48  Federico Danna
- 46  Guido Tassone
- 37  Marco Spanu
- 28  Augusto Giomo
- 22  Francesco Vitucci
- 18  Lajos Tóth
- 16  Luca Banchi
- 15  John Fultz
- 13  Paolo Galbiati
- 12  Giuseppe Carbone
- 10  Romeo Sacchetti
- 8  Mario De Sisti
- 7  Marco Morganti
- 7  Massimo Cibrario
- 6  Giovanni Gianzana
- 3  Larry Brown
- 2  Luca Bechi
- 1  Carlo Recalcati

- 61,8 %  Giuseppe Guerrieri
- 59,3 %  Luca Banchi
- 57,7 %  John Fultz
- 56,3 %  Lajos Tóth
- 55,4 %  Sandro Gamba
- 54,5 %  Giovanni Gianzana
- 54,4 %  Marco Spanu
- 53,5 %  Gianni Asti
- 51,9 %  Augusto Giomo
- 45,2 %  Federico Danna
- 44,9 %  Francesco Vitucci
- 44,4 %  Mario De Sisti
- 40,4 %  Guido Tassone
- 35,3 %  Giuseppe Carbone
- 33,3 %  Massimo Cibrario
- 31,7 %  Paolo Galbiati
- 23,3 %  Marco Morganti
- 21,7 %  Romeo Sacchetti
- 18,2 %  Luca Bechi
- 16,7 %  Carlo Recalcati
- 16,7 %  Larry Brown

### Statistiche Serie A/A1
- 154  Gianni Asti
- 110  Giuseppe Guerrieri
- 72  Federico Danna
- 52  Sandro Gamba
- 49  Francesco Vitucci
- 22  Augusto Giomo
- 18  Mario De Sisti
- 18  Paolo Galbiati
- 15  Luca Banchi
- 11  Luca Bechi
- 9  Larry Brown
- 3  Carlo Recalcati

- 85  Gianni Asti
- 71  Giuseppe Guerrieri
- 29  Federico Danna
- 27  Sandro Gamba
- 22  Francesco Vitucci
- 10  Luca Banchi
- 9  Augusto Giomo
- 8  Mario De Sisti
- 5  Paolo Galbiati
- 2  Luca Bechi
- 0  Carlo Recalcati
- 2  Larry Brown

- 66,7 %  Luca Banchi
- 64,5 %  Giuseppe Guerrieri
- 55,2 %  Gianni Asti
- 51,9 %  Sandro Gamba
- 44,9 %  Francesco Vitucci
- 44,4 %  Mario De Sisti
- 40,9 %  Augusto Giomo
- 40,3 %  Federico Danna
- 27,7 %  Paolo Galbiati
- 22,3 %  Larry Brown
- 18,2 %  Luca Bechi
- 0,0 %  Carlo Recalcati

### Statistiche Play off
- 23  Giuseppe Guerrieri
- 20  Gianni Asti
- 5  Federico Danna
- 4  Sandro Gamba

- 12  Giuseppe Guerrieri
- 9  Gianni Asti
- 2  Sandro Gamba
- 1  Federico Danna

- 52,2 %  Giuseppe Guerrieri
- 50,0 %  Sandro Gamba
- 45,5 %  Gianni Asti
- 20,0 %  Federico Danna

### Statistiche Coppa Italia
- 28  Giuseppe Guerrieri
- 8  Federico Danna
- 3  Paolo Galbiati
- 2  Gianni Asti
- 1  Mario De Sisti

- 17  Giuseppe Guerrieri
- 4  Federico Danna
- 3  Paolo Galbiati
- 0  Gianni Asti
- 0  Mario De Sisti

- 100,0 %  Paolo Galbiati
- 60,7 %  Giuseppe Guerrieri
- 50,0 %  Federico Danna
- 0,0 %  Gianni Asti
- 0,0 %  Mario De Sisti

### Statistiche Coppe europee
- 12  Luca Banchi
- 12  Augusto Giomo
- 10  Giuseppe Guerrieri
- 7  Larry Brown
- 6  Paolo Galbiati
- 4  Federico Danna
- 4  Mario De Sisti
- 1  Carlo Recalcati

- 8  Giuseppe Guerrieri
- 6  Luca Banchi
- 6  Augusto Giomo
- 2  Federico Danna
- 2  Mario De Sisti
- 0  Larry Brown
- 0  Paolo Galbiati
- 0  Carlo Recalcati

- 80,0 %  Giuseppe Guerrieri
- 50,0 %  Luca Banchi
- 50,0 %  Augusto Giomo
- 50,0 %  Federico Danna
- 50,0 %  Mario De Sisti
- 0,0 %  Larry Brown
- 0,0 %  Paolo Galbiati
- 0,0 %  Carlo Recalcati

Aggiornato al termine della stagione 2018/2019

## Giocatori
- 309: Carlo Della Valle
- 256: Riccardo Morandotti
- 199: Alberto Marietta
- 196: Giuseppe Brumatti
- 194: Romeo Sacchetti

- 3957: Riccardo Morandotti
- 3514:	John Grochowalski
- 3339: Giuseppe Brumatti
- 3203: Carlo Della Valle
- 2590: Romeo Sacchetti

- 688: Carlo Della Valle
- 440: Carlo Caglieris
- 268: Giuseppe Poeta
- 192: Alessandro Abbio
- 175: Giuseppe Brumatti

- 1288: Renzo Vecchiato
- 1138:	Riccardo Morandotti
- 1074: John Grochowalski
- 1040: Ernst Wansley
- 923: Joe Kopicki

aggiornato al termine della stagione 2018/2019

## Hall of Fame
Giocatori o allenatori dell'Auxilium Torino a essere entrati nell'Italia Basket Hall of Fame:
| Carlo Caglieris playmaker (1981-1985) | Giuseppe Brumatti guardia (1977-1983) | Giuseppe Guerrieri allenatore (1983-1986, 1989-1991, 1993-1995) | Romeo Sacchetti ala (1979-1984) allenatore (1996-1998) | Sandro Gamba allenatore (1977-1980) |

## Maglie ritirate
L'Auxilium ha ritirato ufficialmente la canotta numero 11 indossata da Darryl Dawkins e la numero 7 di Luciano Vendemini.
Senza un atto Filmografia
Auxilium, la fede continua: Il film, regia di Guido Passi, Angelo Santovito (2017)ufficiale da parte della società, a partire dal 20 febbraio 1977 giorno della tragica scomparsa di Luciano Vendemini, la canotta numero 7 non è più stata indossata fino ai primi anni duemila. Nella stagione 2015-16 tale numero è stato assegnato a Guido Rosselli, per poi essere ritirato ufficialmente il 13 ottobre 2018. 
| Darryl Dawkins 1989-91 |

| Luciano Vendemini 1976-77 |

## Palmarès

### Competizioni nazionali
- Coppa Italia: 1

2018

### Competizioni giovanili
- Campionato italiano Under 13 Propaganda: 1

1976-77

### Finali disputate
- Coppa Korać: 1

1975-76 c. Jugoplastika Spalato
- Supercoppa italiana: 1

2018 c. Olimpia Milano

### Docufilm
- Auxilium, la fede continua: Il film, regia di Guido Passi, Angelo Santovito (2017)